# JR九州305系電車
305系電車（305けいでんしゃ）は、2015年（平成27年）に登場した九州旅客鉄道（JR九州）の直流通勤形電車である。

## 概要
筑肥線・唐津線および福岡市地下鉄空港線の相互直通運転には長らく103系1500番台が使用されていたが、老朽化に伴う故障が頻発し、地下鉄のダイヤまで乱していたため、その置き換えを目的に開発された。2014年7月31日に概要が発表され、2015年（平成27年）2月5日に営業運転を開始した。
コンセプトは「人にやさしく、環境にやさしいスマートトレイン」。デザインは水戸岡鋭治。製造は日立製作所が担当した。
本系列の投入により103系1500番台は福岡市地下鉄空港線への乗り入れ運用がなくなり、地下鉄空港線に乗り入れるJR九州の車両は福岡市交通局の車両と同様にすべてワンマン運転対応・ATO（自動列車運転装置）搭載となった。

## 車両概説

### 車体
片側両開き4扉の20 m車体で、アルミ合金の押出形材を利用したダブルスキン構造を採用しており、車体外板は車体外板の汚損や海風からの塩害防止を図って白（N9.5）で塗装仕上げとした。車体形状には既成のものを流用し、製造コストの低減を図っている。車体の両端の連結面および妻構体は、オフセット衝突構体としており、衝突安全性を配慮している。
先頭車前頭部は踏切事故対策とした普通鋼製で、客室構体に締結する構造とした。運転室は、従来の福岡市交通局の車両や303系では車両中心から正面から見て左にオフセットした配置となっていた非常貫通扉を、左側サイドへ完全に寄せることにより運転士の視野の範囲拡大を図っている。
前面と側面上部の行先表示器はフルカラーLEDを採用しており、側面窓はUVカットガラス（濃色グリーン、可視光透過率30 - 40%）の固定窓とした。非常時の換気のため、各車両の屋根上に排気扇（換気扇）を設置する。
817系等と同様の「CT」ロゴが貼られており、黒字に白抜きで「CT」「Commuter Train 305」と描かれている。ホームの段差解消のため、レールから床面の高さを1125 mmとしているが、床にフローリングを用いている1号車のみ1141 mmとなっている。

### 車内
室内は白を基調としたインテリアである。座席はロングシートである。背もたれはプライウッド製で、一部の座席にはヘッドレストが付く。座面はSばね構造とすることで座り心地に配慮した。同じ車両でも座席によって柄が異なっており、全部で11種類の柄がある。また、車内安全性の向上のため、ポリカーボネート製の大型袖仕切を配置している。
床はクハ305形の客室のみ「プチ観光気分」が味わえるように「ななつ星 in 九州」でも使用されている南米産クルパウ材のフローリングを採用した。他車はQRコードを模した模様の床としている。
つり革はナイロン製であり、出入口部分は817系や813系増備車と同様円形に配置している。車内照明はLED照明としており、ガラス面には楕円形状の意匠が施されている。各車両の非常通報装置は4か所に増設している。
優先席と車いす・ベビーカースペースは各車両に設けられており、木製のテーブルと一部の車両に介助者用の腰掛けが設置されている。トイレはクハ305形の後位側に設置されている。
303系と同様に自動放送装置を備えており、地下鉄区間と自社区間内の「スマートドア」使用時の案内放送において使用されている。2021年3月13日のダイヤ改正から筑肥線区間でも車内自動放送が行われているが、自動放送装置ではなく運転士が所持するiPadの運転士支援アプリの機能（ReadSpeakerの合成音声）によって行われている。
JR九州が製造した電車としては初めて押しボタン式開閉ドア（スマートドア）が採用され、不要なドア開放を抑えることにより冷暖房効果の向上が図られている。押しボタン開閉の対象区間は筑肥線の美咲が丘駅 - 西唐津駅間であったが、現在は全ての駅で運転士がドアの開閉を行う。ドア車内側の窓下には「くろちゃん」が描かれている。
戸閉装置（ドアエンジン）はモジュール化されたナブテスコ社製のラック&ピニオン機構の「Rack☆Star」形電気式戸閉装置を採用しており、樹脂製ギア、ブラシレスモータなどの採用で省メンテナンス化を実現している。さらにモータの電流と扉開閉速度を監視してその値が変化することで戸挟みを検知する戸挟み検知機能も搭載しており、検知すると扉が一旦停止し、モータの回転を反転させて、扉の片扉が100 mm開いた後にモータにブレーキを掛けてその後に扉を閉める機構となっている。車両に搭載されたATI装置とのシリアル伝送により各扉の制御ユニットの扉1枚の制御状態を監視・記録ができるようになっており、各扉の故障情報をモニタリングすることができる。
乗務員によるドアの開閉は、ワンマン運転時は運転台のドアスイッチで行うが、当初からある地下鉄用と、のちの改造によるJR用のスイッチが別に設置されている（303系および福岡市地下鉄1000系・2000系も同様）。

#### 車内案内表示器
ドア上にJR九州の車両では初めて停車駅等案内用の大型液晶ディスプレイを設置しており、日本語・英語・中国語・韓国語で表示される。画面上部の1/3は可変部となっており、列車の種別・行先や経由・次駅・駅ナンバリング・号車を表示することができるようになっており、地下鉄区間のみ所要時間、駅シンボルマークが表示される。始発駅における案内画面は、地下鉄区間では福岡市交通局のマスコットキャラクター「ちかまる」、筑肥線・唐津線区間では、特急「あそぼーい!」のキャラクター「くろちゃん」が使用される。また、マナー案内や静止画広告などの静止画コンテンツを地上側にある静止画コンテンツ・スケジュールに登録することで、表示する駅間・期間・時間帯を編集設定することができるようになっている。2018年7月より一部編成の大型液晶ディスプレイが従来の1画面から「トレインチャンネル福岡」用に2画面に増設され広告動画や天気予報、文字ニュースが放映できるようになったが、2020年11月より本格的に全編成で稼働するようになった。

### 機器類
制御装置にはVVVFインバータ装置により三相交流に変換して、交流電動機を制御する東芝製VVVFインバータ制御を採用しており、主電動機が後述するPMSMを採用しているため、モーターの回転子の回転に同期した制御が必要となり、インバータ1基で1基の主電動機を制御する個別制御の1C1M制御とした、PMSM主回路システムを採用している。これは、JRグループの量産車両としては初めての採用である。PMSM主回路システムの採用により個別制御（1C1M）となるが、4台のインバータ回路を1台の冷却フィン（パワーユニット）に集約した4 in 1形インバータ装置を採用し、VVVFインバータ装置全体の大幅な小型軽量化を実現している。
主電動機には、東芝製の密閉式永久磁石同期電動機（PMSM）を採用しており、近年のレアアース、特にジスプロシウムの価格高騰を受けて、ネオジム磁石に代わってジスプロシウムを使わないサマリウムコバルト磁石（サマコバ磁石）を使用しており、誘導電動機（IM）と比べて主電動機の損失を半分以下に低減できるとともに、5 - 6 %の効率向上を図っている。これにより騒音を抑えて、回生・力行での消費電力を103系1500番台の約57 %、303系の約85 %に抑えている（1両あたり消費電力では415系の約51 %（理論値）である）。なお、サマコバ磁石の鉄道車両への適用は初めてのことである。
モハ305形にはVVVFインバータ制御装置・ブレーキ用のブレーキ抵抗器を、モハ304形にはシングルアーム式パンタグラフ・補助電源装置として富士電機製静止形インバータ（SIV・定格出力150 kVA）・スクロール方式の電動空気圧縮機を床下に搭載している。モニタ装置には日立製作所が開発したATI装置（補機制御機能、検修支援機能等に特化した「ATI-M」タイプ）を採用した。車両間の伝送速度は2.5 Mbpsを有しており、制御機能、乗務員支援機能、保守員支援機能、運転状況記録機能、保守機能を有している。
ブレーキ装置には回生・発電ブレーキ併用電気指令式空気ブレーキを採用しており、回生ブレーキ作動時において、回生失効が起こることに備えて、ブレーキチョッパ装置・ブレーキチョッパリアクトル・ブレーキ抵抗器により構成されたブレーキチョッパシステムを搭載している。これは、筑肥線の筑前前原以西の単線区間での列車の運転密度が低い（列車本数が少ない）ことによる軽負荷が理由であり、回生失効が起きた際には、架線電圧の急上昇を検知して、ブレーキチョッパ装置による発電ブレーキに切替わることで、電気ブレーキの継続を図ることができる。
台車は川崎重工業製の軽量ボルスタレス台車を採用し、動力台車がDT408K形、付随台車がTR408K形となっている。軸箱支持装置は、従来のJR九州在来線車両が採用してきた円錐積層ゴム方式ではなく、軸はり式を採用している。これは、円錐積層ゴム方式と比較して部品点数が少なくメンテナンス時における部品交換費用を低減でき、また、軸ばねにコイルばねを使用しているため寸法管理が容易であるというメリットがある。
基礎ブレーキ装置にはユニットブレーキを採用しているが、制輪子の固定部をかんざしタイプからL形コッタによるワンタッチ式となり、制輪子の交換作業の容易化を実現している。また、車輪には防音車輪を採用しており、走行時でのきしみ音の低減を図っている。
保安装置は筑肥線・唐津線内を走行するためのATS-SKと、福岡市地下鉄線を走行するためのATCを搭載する。ATOと自動放送装置を搭載し、地下鉄線内ではATOによる自動運転でのワンマン運転を行う。筑肥線内では当初は全区間で車掌が乗務していたが、2021年3月のダイヤ改正から姪浜駅 - 筑前前原駅間（既設置の姪浜駅と九大学研都市駅を含む）でのホームドア運用開始とともに、同区間でも手動のワンマン運転を行うようになった。303系でも地下鉄線内ではATOによる自動運転でのワンマン運転を、姪浜駅 - 筑前前原駅間では手動のワンマン運転を行っている。また、2024年10月から筑前前原駅 - 唐津駅・西唐津駅間でも手動のワンマン運転を行っている。
地下鉄空港線のATOは、従来地上側から誘導無線を介して列車情報データを車両のATO装置に伝送する仕組みであったが、本系列からは、地上側に設置されたトランスポンダ地上子から車両側のATO車上子に列車情報データを伝送するトランスポンダ方式に順次に移行することとなっており、305系ではトランスポンダ方式となっている。このため、303系で搭載されていた列車番号車上子と設定器は本形式では省略されており、各扉の制御ユニット装置もATO装置と一体化されている。JR九州の他線区で導入の進むATS-DK形は「設置対象外」とされ、装備していない。

## 編成
編成記号は「W」で、各編成はW+編成各車の車両番号末尾1桁で付番されている。JR九州に在籍する車両としては初めて編成番号にWが付与された。
凡例
- Tc …制御車、M …電動車、Mp …電動車（パンタグラフ付き）、VVVF…制御装置、SIV…補助電源装置、CP…電動空気圧縮機、ATC…自動列車制御装置、ATO…自動列車運転装置

|          | ← 西唐津姪浜・福岡空港 → |           |           |             |             |         |
| 号車     | 1                        | 2         | 3         | 4           | 5           | 6       |
| 形式     | クハ305                  | モハ305-0 | モハ304-0 | モハ305-100 | モハ304-100 | クハ304 |
| 区分     | Tc                       | M         | Mp        | M1          | M1p         | T'c     |
| W1       | 1                        | 1         | 1         | 101         | 101         | 1       |
| W2       | 2                        | 2         | 2         | 102         | 102         | 2       |
| W3       | 3                        | 3         | 3         | 103         | 103         | 3       |
| W4       | 4                        | 4         | 4         | 104         | 104         | 4       |
| W5       | 5                        | 5         | 5         | 105         | 105         | 5       |
| W6       | 6                        | 6         | 6         | 106         | 106         | 6       |
| 搭載機器 | ATC/ATO                  | VVVF      | SIV,CP    | VVVF        | SIV,CP      | ATC     |
| 備考     | 便所付き                 |           |           | 弱冷房車    |             |         |
| 自重     | 29.5 t                   | 33.0 t    | 30.8 t    | 33.0 t      | 30.7 t      | 27.3 t  |
| 定員     | 128                      | 147       | 147       | 147         | 147         | 135     |

## 運用

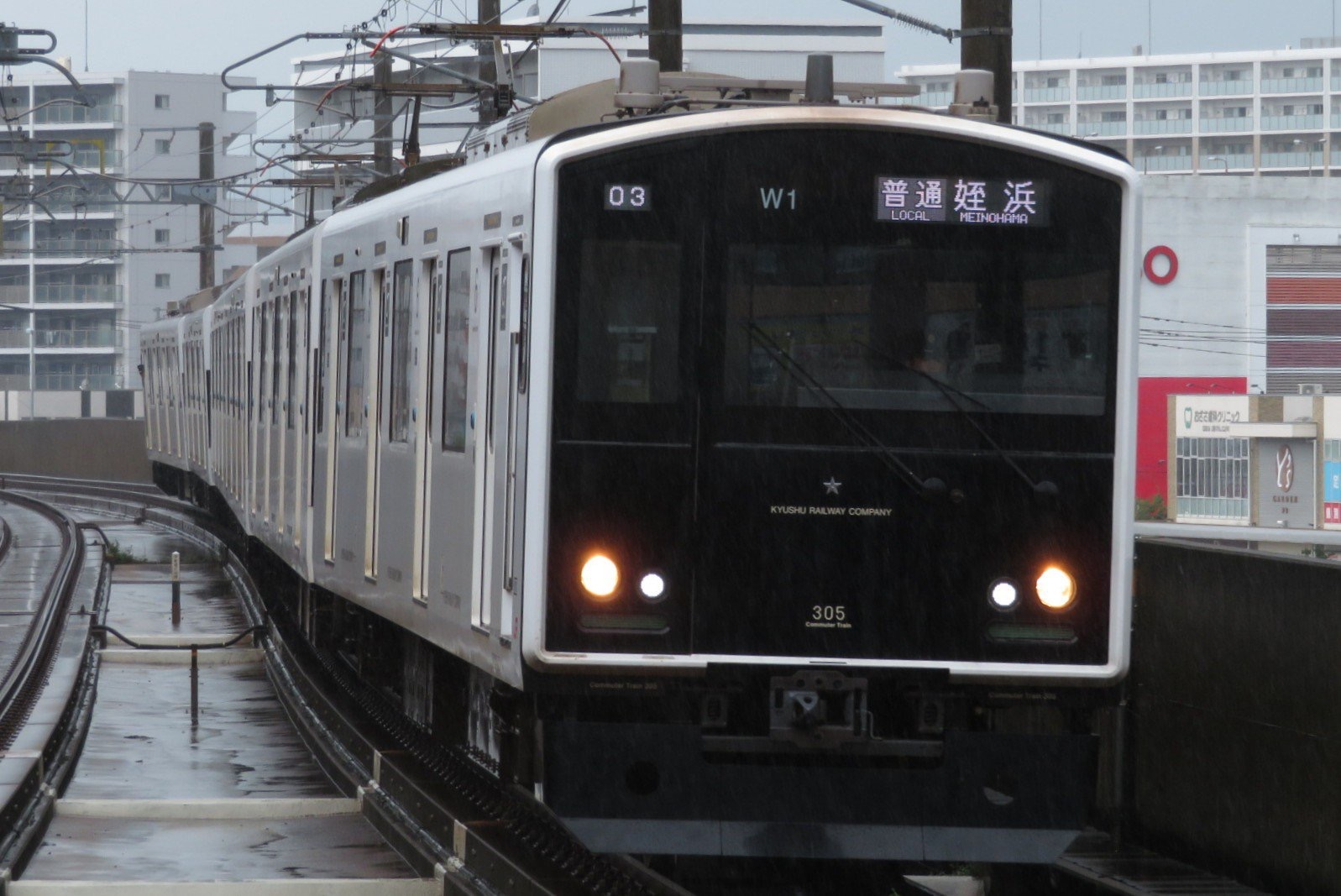
姪浜行きの305系電車
（2019年7月21日撮影）

2014年11月23日にW1編成が日立製作所笠戸事業所から甲種輸送され、営業運転に先立つ2015年1月31日には一般向け試乗会が行われた。同年2月5日に営業運転を開始し、2月から3月にかけて6両固定編成が計6編成36両投入され、103系1500番台の地下鉄乗り入れ分を置き換えた。同年3月14日のダイヤ改正以降は、303系と併せた計9編成での共通運用となっている。
原則として、筑肥線 - 地下鉄空港線間の直通列車に使用され、地下鉄線内のみの運用はない。ただしダイヤが乱れた時などは、地下鉄線内のみの運用に就くことがある。
車両の全般検査は、福岡市交通局の姪浜車両基地で行われる（小倉総合車両センターからの委託）。